# やのぱん
やのぱん（1974年11月3日 - ）は、日本のタレント。本名、矢野 博司（やの ひろし）。旧芸名は矢野 ひろし（やの ひろし）。京都府出身、大阪府在住。松竹芸能所属。既婚、2女あり。

## 略歴
滋賀県野洲郡野洲町（現野洲市）生まれ。京都府城陽市育ち。城陽市立西城陽中学校、京都府立田辺高等学校（ラグビー部）卒業。高校卒業後、会社員になるが、20歳の時、会社を辞めて、大学生の友人を頼って香川県に4ヵ月住む。その後、俳優を志望し、俳優の事務所に入る。1996年に松原美登と漫才コンビ「ハイパント」を結成。「森脇健児を見ろ、吉本でなく松竹ならすぐ売れる」と思い、松竹芸能に移籍。同期は代走みつくに。1998年、実家を出て大阪で初めての一人暮らしを始める。2002年に松原の引退により解散。その後、憧れていたタージンを目標に「タレント」として活動。『おはよう朝日です』のリポーターや日本直販テレビショッピングのパーソナリティで人気を博す。当初は矢野ひろしの芸名で活動していたが、宮根誠司に「呼ぶのが面倒くさい」という理由でやのぱんと名付けられる。
私生活では、36歳で失恋し6年ぶりに再会して交際していた6歳下の保育士の一般女性と2013年4月19日に入籍。2014年、長女が生まれる。

## 人物
- 血液型B型。公称身長170cm。体重62kg。瞳の色は茶色。喫煙者。
- 2人兄弟で、弟がいる。
- なお「やのぱん」名義での出演がほとんどだが、『おはよう朝日です』では、現在も「矢野ひろし」名義で出演（ただし、出演者紹介時には「どうも、やのぱんです!」と挨拶している）。
- 現在は、自身をお笑い芸人ではなくタレントとしている。芸人を下に見ているのではなく、芸人を尊敬しているためである。
- 好物は母親の茄子の煮浸し、ポテトチップス。コーヒーが飲めない。
- 趣味はラグビー（ポジションはスタンドオフ）、阪神タイガースの応援、入浴、宴会、芝居鑑賞。城陽メッツ（少年野球チームで今の西城陽MVクラブ）でライトで8番。
- パンシェルジュ、食生活アドバイザーの資格を所有。
- 阪神タイガースと山口智子のファンである。
- 羽賀研二とは友人関係にある。
- 不定期でリポーターを担当する関西圏番組「おはよう朝日です」が、2020年4月から新型コロナウイルス緊急体制のため、臨時コーナーとして開始された『おきたらんど』コーナーのMCを、番組キャラクター・おきたくんと担当。『おきたらんど』放送日は毎日出演している。ちなみに、この『おきたらんど』は視聴者から大好評。なお、出演者体制が戻った後もコーナーを週3～4日程度で放送し、引き続きMCを担当している。
- 森脇を見てすぐ売れると思って入った松竹芸能だったが、初めてのギャラは入所6か月後の600円だった。
- みょーちゃんのバーで、バーテンダーをしていた。

## 現在の出演

### テレビ
- おはよう朝日です（朝日放送、2001年1月4日 - 、不定期） - リポーター（2001年1月4日ロン毛の茶髪でテレビ初鳴き）／2020.4 -   臨時コーナー けさのクローズアップ『おは朝おきたらんど』MC
- わいずみ!（ジェイコムウエスト、2011年1月 - ）メイ・イズモトと共演。
- 県民だより奈良 ならいいね!（奈良テレビ、毎月第2土曜日、午後9時 - 9時30分、2013年6月 - ）
- DONちち!（テレビ岸和田、毎週金曜日、午後5時 - 6時、2013年11月 -2018年3月30日 ）
- てっぺんとったるで!（KBS京都テレビ・びわ湖放送、2014年10月25日 - ） - てっぺん研究所 2代目所長
- すもももももも!ピーチCAFÉ（読売テレビ、2015年4月11日 - ）
- わかやま☆キラリ ええもん見つけ旅（テレビ和歌山、2016年 - 不定期）共演・モデル本谷紗己（さっぴょん）
- みんなで作る和歌山情報　わくわく編集部（テレビ和歌山、2018年4月6日 - ）
- ナジャ・グランディーバのチマタのハテナ（eo光テレビ、2020年10月14日 - ）サブMC

### ラジオ
- 金曜やのパンチ★（KBS京都ラジオ、金曜、15:00 - 17:00） - メインパーソナリティ

### テレビドラマ
- 連続テレビ小説 わろてんか（2017年10月2日-、NHK総合） - くすり祭りの掛け小屋の木戸番 役
- 不惑のスクラム（2018年） ‐ 舞岡猛

### CM
- 日本直販テレビショッピング - パーソナリティ

## 過去の出演

### テレビ
- やのぱんの生活情報部（KBS京都、月曜 - 木曜 19:00 - 19:55、2011年10月3日 - 2013年3月29日） - メイン司会、初めての冠番組。
- みんなのアクト（びわ湖放送、土曜 23:50 - 24:20、2010年1月16日 - 2012年3月31日）
  - 共演代走みつくに、中西則善、サキエこと松井咲枝、マイマイこと平岡麻衣、緒方晋
- 旬感きようと府→トクするテレビ 京都ふらりー（KBS京都、月曜　21:30 - 22:00、不定期） - リポーター。岩井万実や神谷ゆう子と出演。
- 蛤御門市場（KBS京都、土曜 12:00 - 12:55、不定期）
- 8時です!生放送!! 月曜日です!（ジェイコムウエスト、2009年7月 - 2010年6月）
- まいどわいど! わが街ネットワーク（ジェイコムウエスト、不定期OA）
- あっぷ&UP!（関西テレビ、「あっぷ&MAP」ガイド、不定期出演）
- やりすぎコージー（テレビ東京）
- 痛快!明石家電視台（毎日放送）
- たかじんONE MAN（毎日放送）
- たかじん胸いっぱい（関西テレビ）
- 教育ウィークリーリポート（びわ湖放送）
- リンカーン(LINCOLN TRENDY SHOPPING)（TBS）
- あかし大百科（サンテレビ、毎月第2土曜日午後5時45分 - 6時） - リポーター
- おかえりなさ〜い（福井テレビ、2018年4月 - 2021年3月）

### ラジオ
- やのぱんのTRICERADIO（ポッドキャスト） - メインMC
- アメリカ村＠DEEP The Break アメリカ村アイドル（Kiss-FM KOBE）
- パチラジ（ラジオ大阪）
- やのぱんのお得でイチバン!!（ABCラジオ、火曜 - 金曜、4:15 - 4:35。2017年2月まで。後任は南かおり）

### テレビドラマ
- 不惑のスクラム（2018年9月 - 10月、NHK総合） - 舞岡猛 役

### CM
- タックルベリー
- 百楽
- 関西電力